# Ernesto Castano
Ernesto Castano (Cinisello Balsamo, Provincia de Milán, Italia, 2 de mayo de 1939 - 5 de enero de 2023) fue un futbolista italiano. Se desempeñaba en la posición de defensa, aunque también podía jugar como "tapón" o medio de contención.

## Carrera
Criado en el área balsámica, en 1956 fichó por la Serie B en el Legnano con el que enseguida se consagró como titular a pesar de tener apenas diecisiete años. Al año siguiente fichó por el Triestina, todavía entre los cadetes, con el que ganó el torneo de cadetes 1957-1958 antes de unirse con la Juventus el verano siguiente.
Con los piamonteses debutó en la Serie A el 22 de noviembre de ese año ante el Bari, con veinte años, cuando los turineses acababan de conquistar su décimo Scudetto. Al principio en Turín, incluso como suplente, participó en la epopeya del Trío Mágico, que vio al equipo blanquinegro ganar los títulos italianos de 1960 y 1961, así como las Copas de Italia de 1959 y 1960.
Se consagró en los años siguientes entre los titulares, hasta convertirse en uno de los elementos más representativos de la Juventus en la década del 60, entre sus éxitos a la sombra de la Mole también figura otra copa nacional, en 1965 - año en que, además, se convirtió en el capitán de los piamonteses —, y sobre todo el Scudetto de 1967, que quedó en la memoria colectiva por adelantar a Helenio Herrera en la última jornada en el Grande Inter, por un equipo blanco y negro «sin estrellas, pero extremadamente compacto, en cierto modo a imagen y semejanza del propio Castaño».
Terminó su carrera a la edad de treinta y dos años, en 1971, después de un puñado de apariciones en el LR Vicenza. Descrito como "temperamento de acero, pero rodillas de cristal", su carrera se vio socavada por numerosas lesiones: en particular, pudo superar la rotura de tres meniscos, en un momento en que tal lesión a menudo podría significar el avance final de la actividad y que originó el retiro de muchos jugadores de ese tiempo.

## Muerte
Ernesto Castaño, falleció el 5 de enero del 2023 en Milán, Italia. Su causa de fallecimiento no fue revelada.

## Nacional

### Castaño en la selección
Aunque solo se convirtió en titular permanente en la Juventus en 1962, llegó a la selección en años anteriores, con la que saltó al campo por primera vez el 29 de noviembre de 1959 en Florencia en el partido contra Hungría.
De azul, a pesar de disputar sólo 7 partidos en el espacio de una década (más 3 con la B nacional), además concentrados casi todos en el bienio 1968-1969, participó en la victoriosa Eurocopa de 1968, saliendo primero al campo en los cuartos de final contra Bulgaria, luego en el empate de semifinales ante la Unión Soviética y finalmente en la primera final contra Yugoslavia.

## Después del retiro
Una vez finalizada la actividad competitiva, regresó a la Juventus donde, durante la década de los 70, ejerció como entrenador en el sector juvenil.

## Selección nacional
Fue internacional con la selección de fútbol de Italia en 7 ocasiones. Debutó el 29 de noviembre de 1959, en un encuentro ante la selección de Hungría que finalizó con marcador de 1-1.

### Participaciones en Eurocopas
| Copa          | Sede   | Resultado |
| ------------- | ------ | --------- |
| Eurocopa 1968 | Italia | Campeón   |

## Clubes
| Club             | País   | Año         |
| ---------------- | ------ | ----------- |
| A. C. Legnano    | Italia | 1956 - 1957 |
| Triestina Calcio | Italia | 1957 - 1958 |
| Juventus F. C.   | Italia | 1958 - 1970 |
| Vicenza Calcio   | Italia | 1970 - 1971 |

## Palmarés

### Títulos nacionales
| Título      | Club             | País   | Año     |
| ----------- | ---------------- | ------ | ------- |
| Serie B     | Triestina Calcio | Italia | 1957-58 |
| Copa Italia | Juventus F. C.   | Italia | 1958-59 |
| Serie A     | Juventus F. C.   | Italia | 1959-60 |
| Copa Italia | Juventus F. C.   | Italia | 1959-60 |
| Serie A     | Juventus F. C.   | Italia | 1960-61 |
| Copa Italia | Juventus F. C.   | Italia | 1964-65 |
| Serie A     | Juventus F. C.   | Italia | 1966-67 |

### Títulos internacionales
| Título        | Club                | País   | Año  |
| ------------- | ------------------- | ------ | ---- |
| Eurocopa 1968 | Selección de Italia | Italia | 1968 |